# Université du Colorado à Denver
L'université du Colorado à Denver (en anglais : University of Colorado Denver, CU Denver, UC Denver ou UCD) est une université américaine située à Denver dans le Colorado. Elle est l'un des trois campus de l'université du Colorado (University of Colorado system).

## Campus

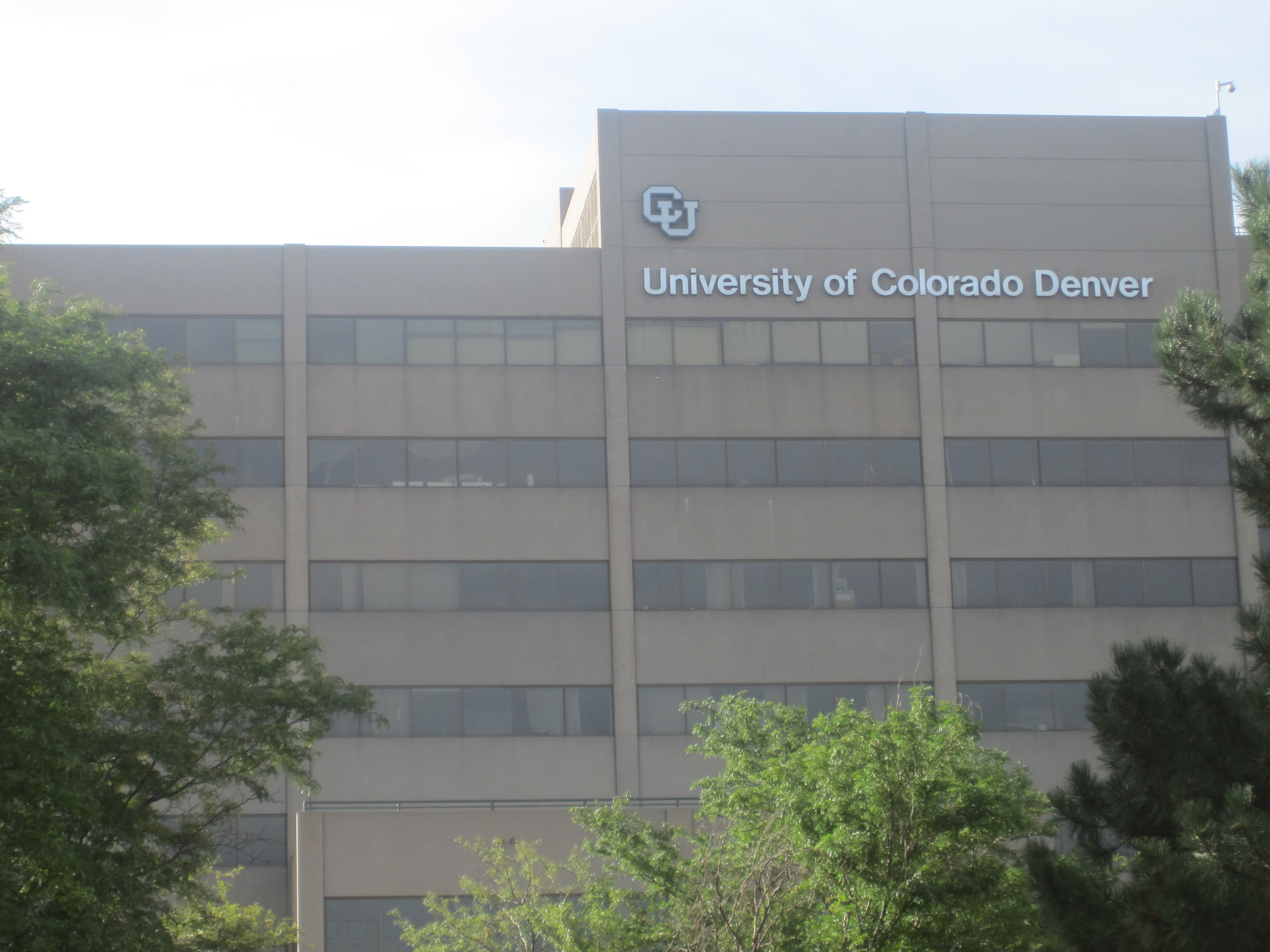
L'un des bâtiments de l'université du Colorado à Denver.